# Centrul de arte plastice contemponane din Bordeaux

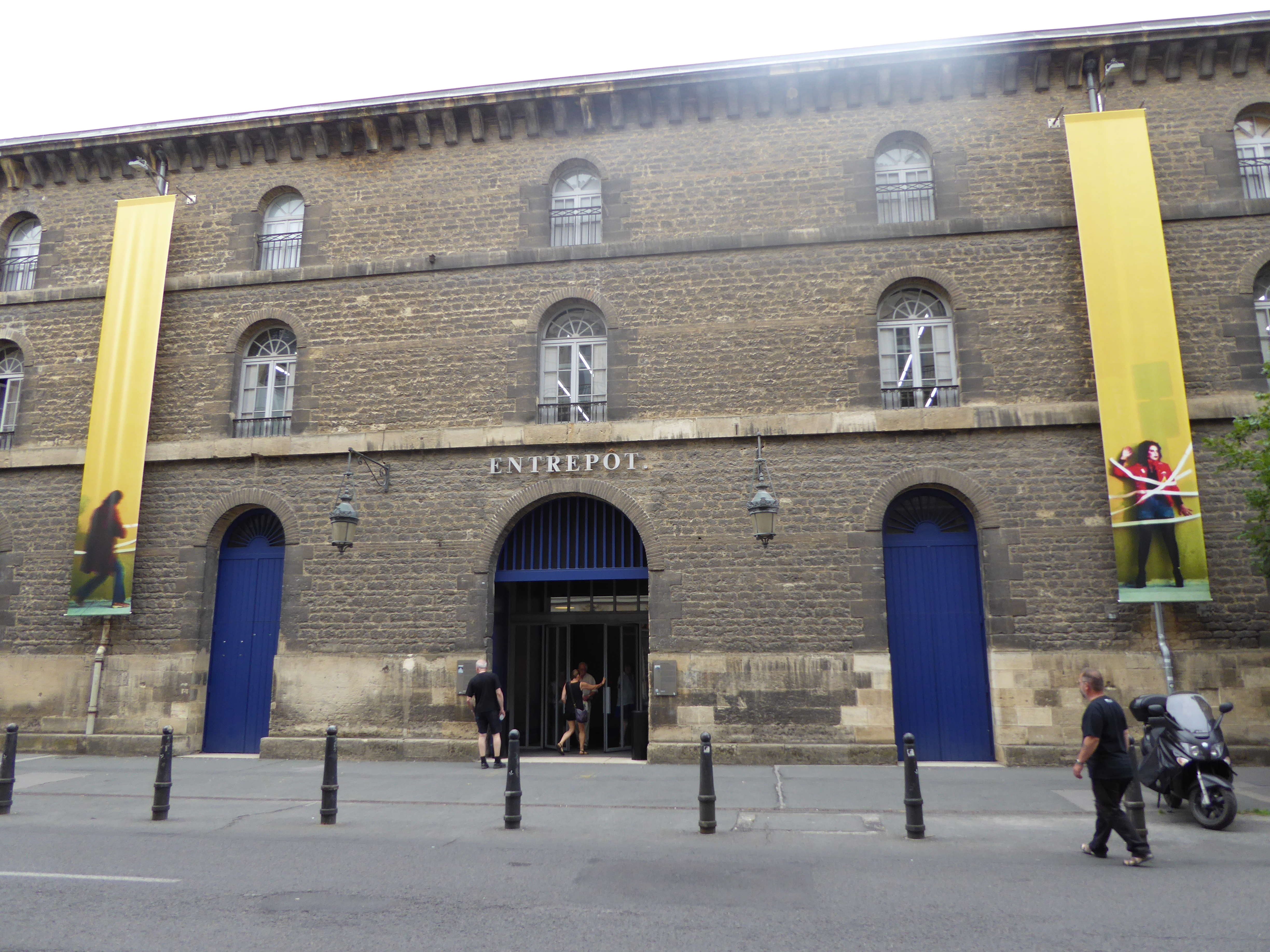
CAPC Bordeaux, iulie 2014

Muzeul CAPC est muzeul de artă contemporană din Bordeaux, inaugurat în 1983.

## Istoria
Muzeul CAPC este instalat într-un vechi depozit de lână, adusă din provinciile coloniale în portul din Bordeaux, construit în secolul XX, în perioada 1822 -1824 de inginerul Claude Deschamps. Clădirea în sine este impresionantă, amintind de bisericile bordeleze, iar pe acoperiș sunt amenajate terase. Trebuie menționat că în 1973 -CAPS era o asociație și abia în anul 1988 ia numele de CAPS -musée d'art contemporain de Bordeaux.
De-a lungul anilor CAPC a evoluat nu doar ca fizionomie dar și ca structură interioară.
Cu un debut destul de modest - doar o mică galerie la parterul clădirii, ulterior ocupând toate cele 3 nivele ale clădirii.
Prima expoziție a CAPC-ului a avut loc în 1973: « Regarder ailleurs « și  prezenta munca unor tineri artiști (Jean Otth, Gérard Titus-Carmel, Gina Pane et Claude Viallat).
Succesul primei expoziții a deschis drumul altor mii de artiști, printre care:
Sarkis – Reserve sans retour
Mario Merz – La Goccia d’Acqua, 1987;
Richard Long –Muddy feet line, 1990 ; Ligne du foret du Porge, 1981 ; White rock line,1990
Jannis Kounellis , 1985.
Daniel Buren – Arguments Topiques, 1991
Pe plan internațional, începând cu 1975 CAPC organizează expoziția artistului american Jim Dine, urmată de alți mari artiști internaționali.
Clădirea adăpostește de asemenea o bibliotecă, un spațiu de informații și comunicații, ce propune o gamă largă de reviste de artă contemporană ce pot fi consulatate gratuit.
În plus, CAPC găzduiește frecvent concerte, conferințe și ateliere.